# Стрела
 За ракетата вижте Стрела (ракета).  
Стрела е проектил, изстрелван от метателно оръжие, като лък, арбалет или атлатъл. С помощта на атлатъл се хвърлят по-големи и тежки стрели, наричани и дротик, заемащи междинно място между стрела и копие.
Представлява дървена пръчка, заострена от единия край. Най-старите намерени стрели са на 64 000 г.
Днес в зависимост от предназначението им, стрелите се изработват от различни по стойност материали, като дървесина, алуминиеви сплави, стъклопластика или карбонови нишки и служат за спортни, ловни и други занимания. Стрелите за обикновен лък се изработват предимно от дървесина и имат железен или стоманен връх (острие). Стрелите за арбалет са по-тежки, дебели и здрави и нямат щипка в задния край за закрепване към тетивата, само улей. На снимката вдясно зелените щипки са на стрели за лък.
Лъкът и стрелите са наричани „картечница на древността“. По време на Средновековието се нареждат на 3-то място по значимост, след огъня и колелото, за развитието на която и да е цивилизация.